# Moablaou
L'entreprise Moablaou est une ferme de production de volailles située au Burkina Faso, à Ouagadougou, et créée en 1987 par Abou Ouattara.

## Présentation
Avant d'être dans les affaires, son fondateur, Abou Simbel Ouattara, était fonctionnaire à l'office national des céréales. À sa création en 1987, la ferme avait une capacité de 500 pondeuses, elle en comptait en 2018 plus de 200 000 assurant une production quotidienne allant de 150 000 à 180 000 œufs. Dans les années 2000, pour étendre son empire, Abou Ouattara a emprunté 700 000 euros à la société belge d'investissement aux pays en besoin et en développement. En 2017, sa part de marché était de près de 45 % de la production nationale. 
De plus, l'entreprise emploie 70 personnes.
Les œufs collectés à la ferme sont calibrés sur place.
La ferme détient quatre grossistes et 1 200 distributeurs. Parmi les distributeurs, Moablaou compte beaucoup de femmes, environ 800, soit près de 66 %.
Le chiffre d'affaires de la ferme atteint près de 4 milliards de francs CFA (monnaies africaines ayant pour taux d'équivalence 1 euro = 655,96 CFA), soit un chiffre d'affaires de 7 millions d'euros. 

## Risques d'exploitation
Sur le continent africain, les épidémies et les maladies touchent beaucoup de personnes mais aussi beaucoup d'animaux. Une épidémie de grippe aviaire a frappé le Burkina en 2015, et la ferme. 120 000 pondeuses, soit 60 % du nombre total, ont été perdues. De grosses pertes financières ont eu lieu cette année et durant les deux années suivantes. En effet, les pertes financières pour la société anonyme s'élèvent à environ 2 milliards de francs CFA.
En terme d'indemnisation, due à cette épidémie et donc directement à cette perte financière, l'État Burkinabé promet une prise en charge. Cependant impossible de connaître le montant. Depuis la loi de 2006, les prix ont changé. 
À ce jour, aucune aide financière ou matériel venant d'organisme ou assurance n'a été comptabilisée par Abou Ouattara. Il y a eu une visite officielle à la ferme de Moablaou en 2016 du ministre de la coopération aux développements belge. Cette visite est considérée comme une aide morale. 